# 조선적 일본군인

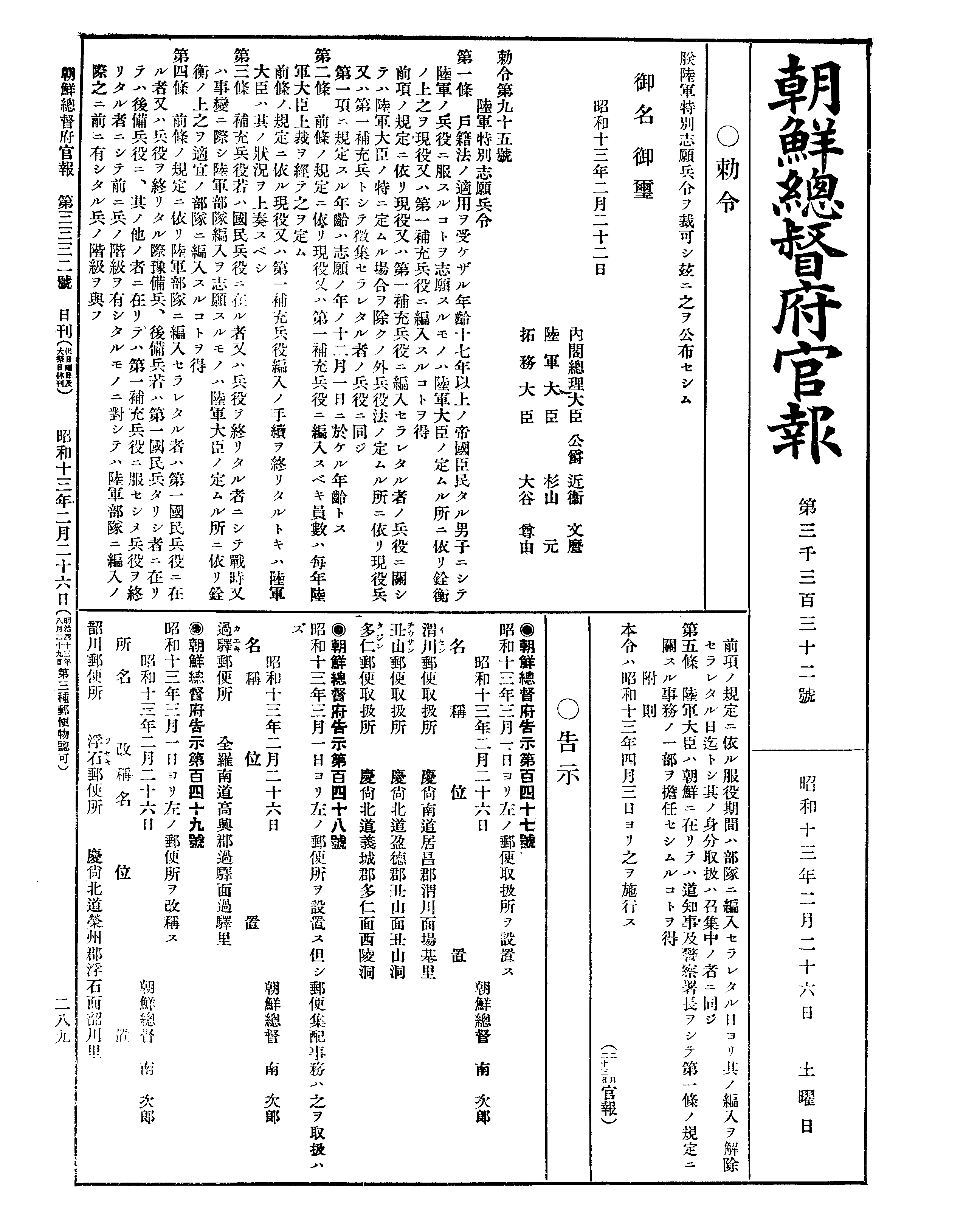
육군특별지원병령（1938년 칙령 제95호)를 게재한 1938년 2월 26일의 조선총독부 관보

조선적 일본군인(朝鮮籍日本軍人), 조선인 일본병(일본어: 朝鮮人日本兵), 또는 조선계 일본군인(朝鮮係日本軍人)은 일본 제국 육해군에 소속되어 군무원으로 복무한 조선인 군인, 포로 감시원 등 군인에 가까운 임무를 수행한 군속 등이며, 그 중에서도 적극적인 협력자를 가리켜서는 조선인 BC급 전범(朝鮮人BC級戰犯)이라고도 부른다. 이들 중 상당수는 제2차 세계 대전이 끝난 후 미군과 연합군에 의해 BC급 전범으로 재판을 받고, 사형이나 무기징역 등의 처벌을 받았다.

## 개요
처음에 육군에 조선인이 대규모로 도입된 것은 1910년에 창설된 헌병보조원 제도에서였다. 헌병 보조원은 육군 일등을 졸업하고, 이등 졸업에 준하는 처우를 받을 수 있는 군속이었다. 1919년에 헌병경찰제도가 폐지되면 헌병보조원은 조선총독부 경찰의 경찰관으로 전관되었다. 1938년에 육군 특별지원병 제도, 1943년에 해군 특별지원병 제도가 각각 도입되었다.
특별지원병 제도 시행 이전에는 조선인이 일반 사병으로 육해군에 입대할 수 없었으며, 조선인 출신 일본 군인은 홍사익으로 대표되는, 일본 육군사관학교를 졸업하고 장교로 임관한 자, 이병무처럼 구 대한제국 군대에서 조선군인으로서 일본 제국 육군에 전입한 자에 한정되어 있었다. 또한 일본 해군사관학교, 해군기관학교 등 해군 사관을 양성하는 여러 학교는 시종 조선인의 입학을 인정하지 않았다. 1944년부터 징병도 이루어졌다.
이렇게 군인, 군속으로 일하게 된 조선인 군인, 군속은 ‘적국에 부역한 신민’으로 간주하여 일본인으로서 재판을 받았다. 상관의 명령에 따른 행위에 대해서도 책임을 면제받지 않는다는 것이 많은 조선인, 대만인의 전범을 만들어 낸 요인이 되었다. 버마 철도(태면철도, 泰緬鐵道) 건설의 예에서 볼 수 있듯이, 일본 정부가 〈제네바 조약〉을 지키겠다고 연합국 각국에 약속하면서 그에 따른 적절한 처우를 하지 않았기 때문에 협약에 반하는 명령, 처우, 실행 책임을 말단 군속에게도 물은 것이다.
조선인 전범은 148명 중 군인은 3명이었다. 1명은 홍사익 중장(사형)이었으며, 두 사람은 지원병이었다. 이 밖에 통역병도 있었던 조선인 16명이 중화민국의 국민당 정부에 의해 심판을 받았고, 그 중 8명은 사형을 당했다. 3,016명의 한국인 포로감시원 중 129명이 유죄판결을 받았고, 이들 129명 전원이 포로수용소의 감시원으로 징용되어 타이, 자와섬, 머레이의 포로수용소에 배속된 군속이었다. 이들 중 14명은 교수형에 처해졌다. 또한, 적국의 부녀자를 비롯한 민간인을 억류한 자바군 억류 장소의 감시에도 조선인 군속이 맡았기 때문에 네덜란드 법정에서도 전범이 되었다.
조선인, 대만인 전범은 일본인이 ‘내지 송환’이 될 때 함께 일본으로 송환되어 스가모 구치소에 수용되었다. 〈샌프란시스코 강화 조약〉에서 일본인 전범은 형집행을 지속하도록 했지만, 조선인 전범 등의 국적이 이미 일본이 아니었기 때문에 한국인과 대만인은 예외로 했다. 따라서 일본 정부에 석방을 요구했지만, 일본의 최고재판소(대법원)는 구금 당시 일본 국민이었기 때문에 형기를 마쳐야 한다며 요구를 받아들이지 않았다. 이후 가석방된 조선인 전범은 외국인으로 취급되어 아무런 생활 지원도 받지 못해 극심한 빈곤에 시달렸다. 가석방 상태라 고향으로 돌아갈 수도 없었고, 의지할 기반조차 없어서 온갖 차별에 시달리며 막노동으로 하루하루를 살았고, 생활고와 비관으로 자살한 이들도 있었다.
한국인 BC급 전범 기소자들은 1955년 4월 동진회(同進會)를 결성하고 명예회복과 일본 정부에 사죄와 보상 입법을 요구하는 활동을 펼쳐왔으며, 60주년이 된 2015년 4월 1일 현재 생존자는 이학래(90세, 일본 동진회 회장) 씨등 5명에 지나지 않는다. 2022년 현재 생존자들은 고인이 되어서 피해자 후손들이 지금도 피해자 명예 회복과 배상을 위한 법률을 제정하라고 집회중이다.
일본 통치 하에서 군무원으로 들어가 전몰자가 된 한반도 출신자 가운데 조선인, 일본군을 포함 약 2만 1000명이 야스쿠니 신사에 합사되어 있다.

## 모집
| 연도   | 지원자    | 입소자  | 선발율 | 지원배수 |
| 1938년 | 2946명    | 406명   | 16.2%  | 7.3배    |
| 1939년 | 12,348명  | 613명   | 4.9%   | 20.2배   |
| 1940년 | 84,443명  | 3,060명 | 3.6%   | 27.6배   |
| 1941년 | 144,743명 | 3,208명 | 2.2%   | 45.1배   |
| 1942년 | 254,273명 | 4,077명 | 1.6%   | 62.4배   |
| 1943년 | 303,394명 | 6,000명 | 1.9%   | 50.6배   |

## 군인 군속 통계
일본 후생노동성 (1990년, 1993년 반환 명단, 당시 후생성)의 통계에 따르면 조선인 군인, 군속은 24만 2,341명이며, 그 중 2만 2,182명이 제2차 세계 대전에서 사망 또는 행방불명이 되어 귀국하지 않았다.
| 지역      | 분류 | 동원        | 복원        | 행방불명 또는 전사 | 행방불명 또는 전사율 |
| 조선      | 전체 | 242,341명   | 240,159명   | 22,182명           | 9.2%                 |
| 조선      | 군인 | 116,294명   | 110,116명   | 6,178명            | 5.3%                 |
| 조선      | 군속 | 126,047명   | 110,043명   | 16,004명           | 12.7%                |
| 대만      | 전체 | 207,183명   | 176,879명   | 30,304명           | 14.6%                |
| 대만      | 군인 | 80,433명    | 78,287명    | 2,146명            | 2.7%                 |
| 대만      | 군속 | 126,750명   | 98,590명    | 28,160명           | 22.2%                |
| 일본 본토 | 전체 | 7,814,000명 | 5,514,000명 | 2,300,000명        | 29.4%                |

BC급 전범의 재판의 결과
| 지역      | 유죄   | 사형  |
| 조선      | 129명  | 14명  |
| 대만      | 173명  | 26명  |
| 일본 본토 | 5369명 | 922명 |

## 일본군의 조선인 장성

### 중장
- 홍사익(洪思翊)
- 조동윤(趙東潤)
- 이병무(李秉武)
- 조성근(趙性根)
- 니시카와 당이치 (西川潭一) (어담(魚潭)에서 개명)
- 이은(李垠)

### 소장
- 이희두(李煕斗)
- 우쓰모니야 긴고 (宇都宮金吾) (김응선(金應善)에서 개명)
- 왕유식(王瑜植)

## 연표
- 1910년: 한일강제병합 (을사조약 (1910년 조약 제4호)
- 1917년 7월 20일: 군사부조법 시행 (1917년 7월 19일 조선총독부법률 제1호, 칙령 제204호)
- 1918년: 조선군인 및 조선군인 유족 부조령 (1918년 칙령 제299호), 조선군사령부 조례 (1918년 군령 육 제4호)
- 1921년: 조선군 군법 회의에 관한 법률 (1921년 법률 제86호)
- 1938년 3월 3일: 육군특별지원병령 시행 세칙 (육군 정령 제11호)
- 1938년 4월 1일: 국가총동원법 (1938년 법률 제55호) → 국가총동원법 및 전시 응급조치법 폐지 법률 (1945년 법률 제44호) 초록
- 1938년 4월 2일: 조선총독부 · 육군병 지원자 훈련소 규정

조선총독부 · 육군병 지원자 훈련소 학생 채용 규칙 → 육군병 특별 지원
- 1938년 5월 4일: 공포 (5월 5일 시행) 국가총동원법, 조선, 대만 및 사할린에 대한 시행 건 (1938년 칙령 제316호)
- 1941년: 조선총독부 상이군인 요양소 관제 (1941년 칙령 제313호)
- 1943년: 전시행정특례법 및 허가 인가 등 임시조치법에 대한 조선, 대만 및 사할린 시행 건 (1943년 칙령 제242호), 같은 해 7월 27일 해군 특별지원병령 (1943년 칙령 제608호)
- 1944년 조선 징병 검사 ⇒ 훈련 중에 종전
- 1944년 10월 28일: 군수회사법 조선 및 대만에 대한 시행 건 (1944년 칙령 제605호) ← 군수회사법 (1943년 10월 31일 법률 제108호)
- 1945년: 군사특별조치법, 조선과 대만 뉴 시행 스루노 건 (1945년 칙령 제256호)
  - 군사 특별조치법, 조선과 대만 시행에 대한 건 (1945년 칙령 제256호)
  - 전시 비상조치법, 조선과 대만 시행에 대한 건 (1945년 칙령 제377호)
- 1946년: 조선인, 중화민국인, 일본인 및 본적 북위 30도 이남(쿠치노시마도 포함) 가고시마 현과 오키나와 현에 있는 자 등록령 (1946년 후생, 내무, 사법성 령 제1호)
- 1951년 9월 8일: 〈샌프란시스코 강화 조약〉 체결 (장소 : 샌프란시스코)
- 1965년: 〈한일기본조약〉 체결 (1965년 12월 18일 발효)
  - 재산과 청구권에 관한 문제의 해결과 경제 협력에 관한 대한민국과 일본 간의 협정 체결 (1965년 12월 18일 발효)
  - 위의 협정 제2조의 실시에 따른 대한민국 등의 재산권에 대한 조치에 관한 법률 (법률 제144호) 공포 (1965년 12월 18일 발효)
- 1987년: 대만주민 전몰자의 유족 등에 대한 조위금 등에 관한 법률 (법률 제105호) 공포, 시행

## 배상 및 보상
《샌프란시스코 강화 조약》의 발효에 따라 일본 국적을 이탈한 조선인 일본군 (군속 포함)에 대해서는 박정희 정부에서 1965년 〈한일 기본 조약 및 재산 및 청구권에 관한 문제의 해결 및 경제 협력에 관한 일본과 대한민국 간의 협정〉 제2조의 실시에 따라 〈대한민국 등의 재산권에 대한 조치에 관한 법률〉에 따라 본래 대한민국이 그 보상의 의무가 다양한 역사적 경위와 정치적 사정을 감안하여 평화 조약 국적 이탈자 등 〈전몰자 유족 등에 대한 조위금 등의 지급에 관한 법률〉 (법률 제114호 (1,2,6,7))에 의해 다음의 내용으로 조위금, 위로금을 지급했다. 또한 일본은 재일 한국인, 일본군 군인 군속 등에 대한 보상 문제는 1965년 한일청구권, 경제 협력 협정에 의해 법적으로는 한일 양국 간에 완전히 그리고 최종적으로 해결되었다고 주장했다.
그러한 조약을 근거로 하여 일본 법원은 조선인 BC급 전범 피해자들이 제기한 모든 소송에서 일본 정부의 손을 들어 주었다. 1991년 11월 12일 한국, 조선인 BC급 전범 피해자 7명은 일본 정부와 일본군이 져야 할 전쟁 책임을 대신했다고 하여 일본 정부를 상대로 제소했다.
- 1996년 9월 9일: 도쿄 지방 법원에서 제1심 판결 청구를 전면 기각
- 1998년 7월 13일: 항소심 판결 - 원고 청구 기각
- 1998년 10월 19일: 대법원에 상고
- 1999년 12월 20일: 대법원 판결 언도 - 상고 기각 · 판결 확정

## 참고 자료
- 《조선인 BC급 전범 해방되지 못한 영혼》, 우쓰미 아이코, 이호경, 동아시아, 2007년 8월 15일 출판, ISBN 8988165845

원서는 《朝鮮人BC級戰犯の記錄》 內海愛子
- 《조선인 BC급 전범》 우쓰미 아이코(內海愛子, 경초서방, 1982), (이호경 역, 동아시아출판사)
- 《해방 후 BC급 戰犯이 된 한국인 포로 감시원》(『한국근현대사연구』제29집, 2004년)
- 《BC급 전범재판과 조선인》 (김용희 『法學硏究』 제27집, 2007)
- 《해방 후 BC급 戰犯이 된 한국인 포로감시원 = 韓國人부虜視員に對したBC級戰犯處理と問題點》, 채영국 『한국 근현대사 연구(Journal of Korean modern and contemporary history)』 Vol.29 No.- (2004)
- 《해방 전후 자바지역 한국인의 동향과 귀환활동》, 김도형 『한국 근현대사 연구』Vol.24 No.- (2003)
- 《한국인 B·C급 전범’ 재판과 피해보상 청구 소송》, 김은숙, 목포대학교 교육대학원 석사학위논문(2001)
- 《戰爭과 犯罪》(War and Crime), 이동과, 서원대학 논문집, Vol.10 No.- (1981)

## 같이 보기
- BC급 전범